# Bardo Pond
Bardo Pond es una banda estadounidense de rock psicodélico y rock espacial que se formó en 1991. Los miembros actuales son Michael Gibbons (guitarra), John Gibbons (guitarra), Isobel Sollenberger (voz y flauta), Clint Takeda (bajo), Jason Kourkonis (batería) y Aaron Igler (sintetizador). Es una banda con influencia de dream pop y de shoegazing. Los nombres de canciones y álbumes con explícitas referencias a drogas alucinógenas. 

## Discografía

### Álbumes de estudio
- Bufo Alvarius, Amen 29:15 (1995 - Drunken Fish Records)
- Amanita (1996 - Matador Records)
- Lapsed (1997 - Matador Records)
- Set and Setting (1999 - Matador Records)
- Dilate (2001 - Matador Records)
- On the Ellipse (2003 - ATP Recordings)
- Ticket Crystals (2006 - ATP Recordings)

### Compilaciones
- Batholith (2008 - Three Lobed Recordings)

### EP
- Big Laughing Jym (1995) (Compulsiv Records|Compulsiv)
- Slab 10" (2000) (Three Lobed Recordings)
- U.S. Tour, Spring 2001 split con Mogwai (2001 – Matador Records)
- Purposeful Availment (2002) (Three Lobed Recordings)
- Tigris/Euphrates split 12" (Subarachnoid Space) (2002) (Camera Obscura Records)
- Bog split 12" con Buck Paco (2005) (Black September Records)
- Adrop - Modern Containment EP series (2006) (Three Lobed Recordings)

### Volume series
En octubre de 2000, la banda comenzó a editar discos que se caracterizan por un fuerte contenido improvisatorio. 
- Vol. 1 (2000)
- Vol. 2 (2001)
- Vol. 3 (2002)
- Vol. 4 (2002)
- Vol. 5 (2004)
- Vol. 6 (2005)
- Selections, Vols. I-IV (2005) (ATP Recordings)